# Havelock (Neuseeland)
Havelock ist ein kleiner Ort im Marlborough District auf der Südinsel von Neuseeland.

## Namensherkunft
Namensgeber des Ortes war der britische General Henry Havelock.

## Geographie
Havelock liegt rund 20 km westlich von Picton und rund 43 km nordwestlich von Blenheim, am Ende des Pelorus Sound / Te Hoiere. Der New Zealand State Highway 6 verläuft direkt durch den Ort. Drei Kilometer östlich liegt die kleine Siedlung Moenui.

## Geschichte
Während des Goldrauschs im nahegelegenen Wakamarina Valley wurde der Ort 1864 an den Ufern des Pelorus Sound gegründet. Später entwickelte sich Havelock zum Zentrum der Holzwirtschaft in der Region und war Standort einiger Sägewerke zur Holzverarbeitung. Nach 1910 entwickelte sich die Landwirtschaft mit der Milchproduktion und der Hafen zum Umschlagsplatz für die Fischerei.

## Bevölkerung
Zum Zensus des Jahres 2013 zählte der Ort 486 Einwohner, 0,6 % mehr als zur Volkszählung im Jahr 2006.

## Wirtschaft

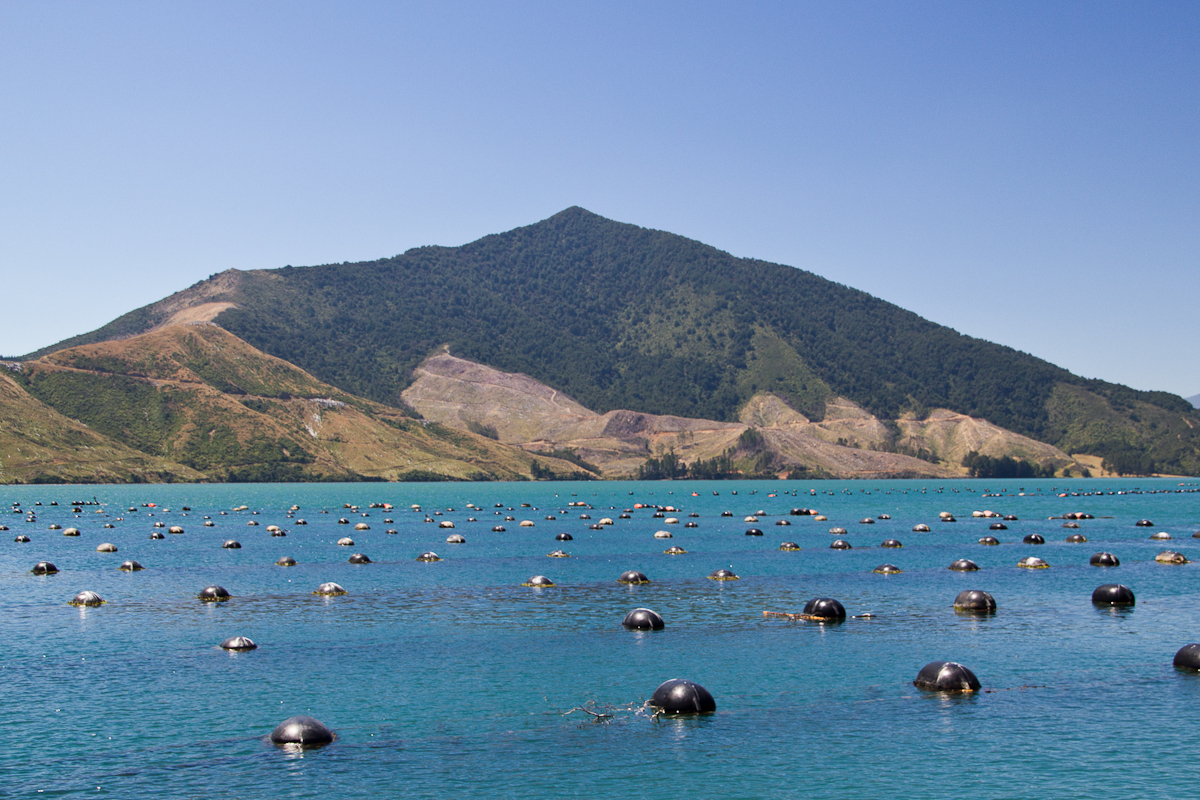
Muschelfarm nahe Havelock

Der Hafen von Havelock wird heute als Jachthafen genutzt, während sich der Ort ab 1970 als Standort der Muschelzucht entwickelte.

## Tourismus
Havelock ist Ausgangspunkt verschiedener Touren in die entlegeneren Gebiete der Marlborough Sounds, außerdem selbsternannte "Welthauptstadt der Grünschalmuschel".